# Yangjae-dong
Yangjae-dong (koreanisch 양재동 Hanja 良才洞) ist ein Stadtteil im Seouler Stadtbezirk Seocho. Seit 1992 ist er in zwei Stadtteile Yangjae 1-dong und Yangjae 2-dong geteilt.

## Geschichte
Der Stadtteil gehörte bis 1973 zu Yeondeungpo, danach bis 1975 zu Seongdong, bis 1987 zu Gangnam und seit dem 1. Januar 1988 zu Seocho.

## Yangjae Citizens Forest

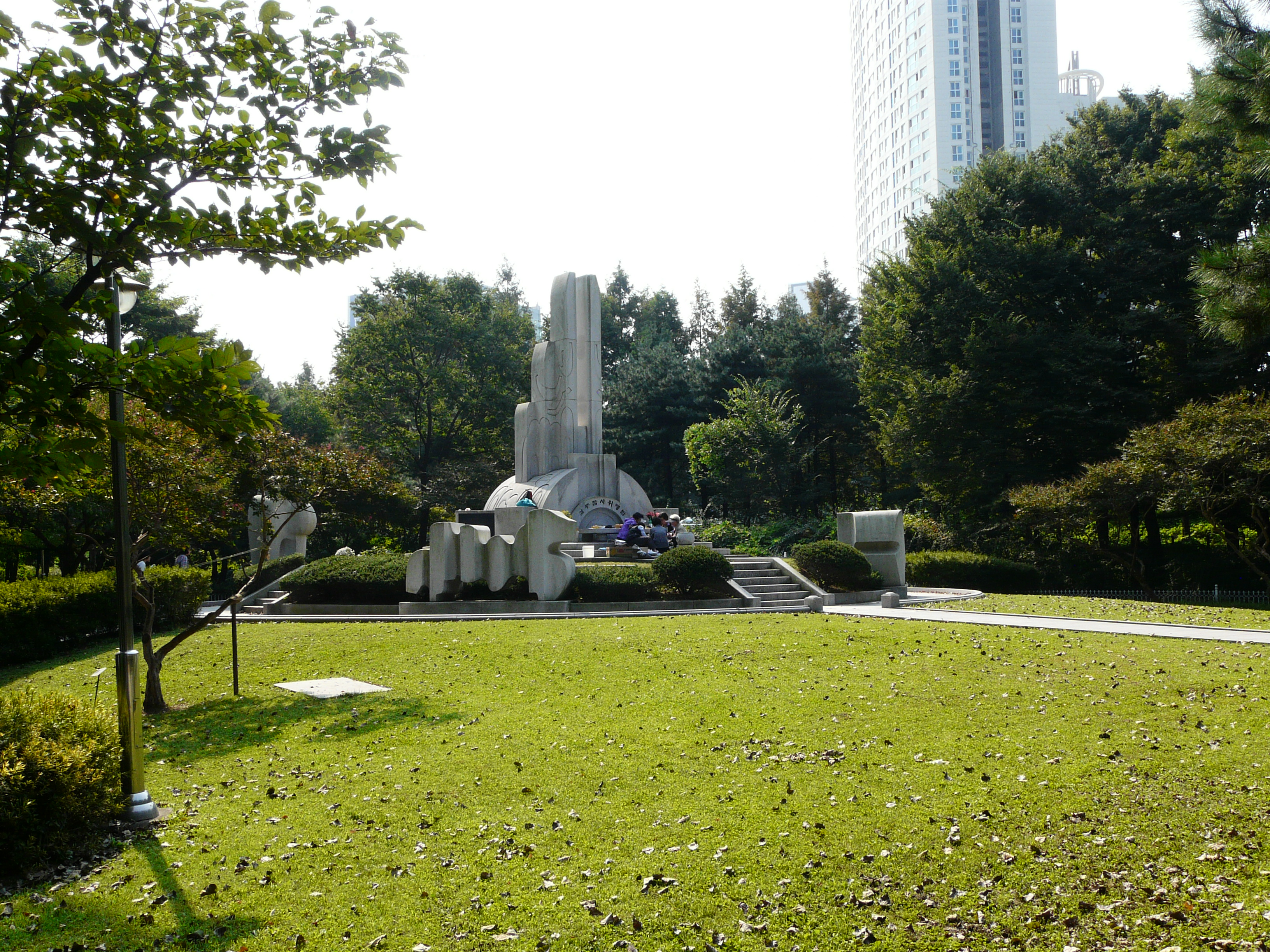
Yangjae Citizens Forest

Yangjae Citizens Forest ist ein Park in der Nähe der Yangjae Citizens Forest Station und der Yangjae Tollgate auf dem Gyeongbu Expressway, dem Eingang zur Stadt Seoul. Er wurde ursprünglich im Rahmen der Vorbereitungen für die Asienspiele 1986 und die Olympischen Sommerspiele 1988 angelegt, die Anlage begann 1983 und wurde im November 1986 abgeschlossen. Die Gesamtfläche beträgt 358.992 Quadratmeter.

Zu den bekannten Elementen gehören das Grass Field, der Octagonal Pavilion und die Pagora (Wisteria Trellis). Der Park hat auch Sportanlagen wie Tennis- und Basketballplätze. Weiterhin gibt es die Memorial Hall für den Kriegshelden Yun Bonggil und verschiedene Skulpturen für die Opfer ziviler Todesfälle wie den Korean-Air-Lines-Flug 007 oder den Einsturz des Sampoong-Gebäudes.